# Essex Pirates
Gli Essex Pirates sono una società cestistica avente sede a Southend-on-Sea, in Inghilterra.
Milita nella British Basketball League, la massima divisione del Regno Unito.

## Roster 2009-2010
| 4  | Regno Unito (bandiera)                      | Colin Sing      | Guardia     |
| 6  | Regno Unito (bandiera)                      | Taner Adu       | Ala         |
| 7  | Regno Unito (bandiera)                      | Andrew Wallace  | Guardia     |
| 8  | Regno Unito (bandiera) · Israele (bandiera) | Haggai Hundert  | Guardia     |
| 11 | Regno Unito (bandiera)                      | Alan Metcalfe   | Ala         |
| 12 | Regno Unito (bandiera)                      | Jamell Anderson | Ala         |
| 13 | Isole Vergini Britanniche (bandiera)        | Randy George    | Ala         |
| 14 | Regno Unito (bandiera)                      | Ben Russell     | Guardia/Ala |
| 15 | Ghana (bandiera) · Regno Unito (bandiera)   | Walid Mumuni    | Ala/Guardia |
| 21 | Spagna (bandiera)                           | Pablo Rodrigo   | Centro      |
| 23 | Regno Unito (bandiera)                      | Samuel Toluwase | Ala         |
| 25 | Regno Unito (bandiera)                      | Dean Williams   | Ala         |